# Lasy Opalu
Lasy Opalu (fr. Les Forêts d’Opale) – francuska seria komiksowa z gatunku fantasy autorstwa Christophe’a Arlestona (scenariusz) i Philippe’a Pelleta (rysunki), ukazująca się od 2000 nakładem wydawnictwa Soleil Productions. Po polsku pierwszych dziewięć tomów opublikowało wydawnictwo Egmont Polska w czasopiśmie komiksowym "Fantasy Komiks", a następnie w 2025 wznowiło edycję serii w formie albumów zbiorczych.

## Fabuła
Leśnym światem Opal rządzą okrutni kapłani. Zgodnie z przepowiednią rządy te może przerwać potomek dawnego wieszcza-heretyka. Darko, młody wieśniak, pasuje do postaci opisanej w przepowiedni, dlatego staje się obiektem pościgu wysłanego przez kapłanów. W ucieczce wspomagają go potężni sprzymierzeńcy.

## Postacie
- Darko – syn prowincjonalnego optyka. Mało rozgarnięty, za to dzielny i sprawiedliwy. Wraz z wujem Urfoldem i siostrą Sleilą wyrusza w podróż, by odnaleźć Tytanów z przepowiedni, chociaż robi to raczej niechętnie.
- Sleila – siostra Darka, wojowniczka i tancerka. Wspiera brata i wuja w ich misji obalenia rządów kapłanów.
- Urfold – bard, wuj Darka i Sleili. Jest zdeterminowany, aby przeprowadzić z powodzeniem misję, której głównym bohaterem jest Darko.
- Tara – paladyn Światła.
- Ghörg – demon z innego wymiaru.
- Xarchias – pontyfik Światła z Le Havre, mający za cel zabicie Darko.

## Tomy
| Tom | Tytuł i rok wydania polskiego | Tytuł i rok wydania oryginalnego | Uwagi                                                                      |
| --- | ----------------------------- | -------------------------------- | -------------------------------------------------------------------------- |
| 1   | Bransoleta Coharsa (2010)     | Le Bracelet de Cohars (2000)     | Po polsku tom ukazał się w całości w czasopiśmie "Fantasy Komiks" 1, 2010  |
| 2   | Księga (2010)                 | L'envers du grimoire (2001)      | Po polsku tom ukazał się w całości w czasopiśmie "Fantasy Komiks" 2, 2010  |
| 3   | Zielona blizna (2010)         | La Cicatrice verte (2003)        | Po polsku tom ukazał się w całości w czasopiśmie "Fantasy Komiks" 4, 2010  |
| 4   | Lochy Nenufu (2010)           | Les Geôles de Nénuphe (2005)     | Po polsku tom ukazał się w całości w czasopiśmie "Fantasy Komiks" 6, 2010  |
| 5   | Jedenaście korzeni (2010)     | Onze Racines (2007)              | Po polsku tom ukazał się w całości w czasopiśmie "Fantasy Komiks" 7, 2010  |
| 6   | Magia pontyfika (2011)        | Le Sortilège du Pontife (2009)   | Po polsku tom ukazał się w całości w czasopiśmie "Fantasy Komiks" 9, 2011  |
| 7   | Pośród szczytów (2012)        | Les Dents de Pierre (2011)       | Po polsku tom ukazał się w całości w czasopiśmie "Fantasy Komiks" 16, 2012 |
| 8   | Hordy nocy (2013)             | Les Hordes de la nuit (2013)     | Po polsku tom ukazał się w całości w czasopiśmie "Fantasy Komiks" 23, 2013 |
| 9   | Ostateczna rozprawa (2017)    | Un flot de lumières (2015)       | Po polsku tom ukazał się w całości w czasopiśmie "Fantasy Komiks" 26, 2017 |
| 10  |                               | Le Destin du jongleur (2017)     |                                                                            |
| 11  |                               | La Fable oubliée (2020)          |                                                                            |
| 12  |                               | L'étincel courroucé (2020)       |                                                                            |
| 13  |                               | Le songe du havre (2021)         |                                                                            |
| 14  |                               | Le Titan de lumière (2023)       |                                                                            |
| 15  |                               | La Parabole du sage (2024)       |                                                                            |